# Kieran McKenna
Kieran McKenna (Coa, 14 maggio 1986) è un allenatore di calcio nordirlandese, tecnico dell'Ipswich Town.

## Caratteristiche tecniche

### Giocatore
Nato a Coa era un centrocampista centrale.

### Allenatore
Il suo modulo preferito è il 4-2-3-1, usato soprattutto nel periodo all'Ipswich Town.

## Carriera

### Giocatore

#### Club
Gioca nelle giovanili delle squadre nordirlandesi Enniskillen Town United e Ballinamallard United, prima di passare agli Spurs, con cui però non esordisce mai da professionista, poiché si ritira dal calcio giocato a soli 22 anni, il 1º marzo 2009.

#### Nazionale
È stato anche convocato dalla nazionale nordirlandese Under-19 e quella Under-21.

### Allenatore
Quattro mesi dopo il suo ritiro, viene ingaggiato dalla squadra di calcio dell'Università di Loughborough come scienziato sportivo. Il successivo 1⁰ gennaio lascia l'incarico per allenare le giovanili del Nottingham Forest.
Il 1⁰ luglio 2011 passa ad allenare gli juniores del Leicester City. Il 31 dicembre 2012 lascia l'incarico per diventare, il giorno dopo, collaboratore tecnico del Vancouver Whitecaps. Due mesi dopo viene ingaggiato come tecnico delle giovanili del Tottenham.
Il 1⁰ settembre 2016 passa al Manchester United sia come allenatore dell'Under-18, sia come osservatore. Questo fino al 1⁰ luglio 2018, quando diventa vice dei Red Devils dapprima sotto Mourinho, poi Solskjær, Carrick e Rangnick.
Il 20 dicembre 2021 diventa tecnico dell'Ipswich Town, con cui riesce ad ottenere una promozione in Championship nella stagione 2022-2023.
Il 4 maggio 2024 dopo una cavalcata trionfante al di sopra di ogni aspettativa, ottiene la promozione in Premier League, compiendo il doppio salto di categoria.

## Statistiche

### Statistiche da allenatore
Statistiche aggiornate al 25 maggio 2025. In grassetto le competizioni vinte.
| Stagione        | Squadra         | Campionato      | Campionato | Campionato | Campionato | Campionato | Coppe nazionali | Coppe nazionali | Coppe nazionali | Coppe nazionali | Coppe nazionali | Coppe continentali | Coppe continentali | Coppe continentali | Coppe continentali | Coppe continentali | Altre coppe | Altre coppe | Altre coppe | Altre coppe | Altre coppe | Totale | Totale | Totale | Totale | % Vittorie | Piazzamento |
| Stagione        | Squadra         | Comp            | G          | V          | N          | P          | Comp            | G               | V               | N               | P               | Comp               | G                  | V                  | N                  | P                  | Comp        | G           | V           | N           | P           | G      | V      | N      | P      | %          | Piazzamento |
| --------------- | --------------- | --------------- | ---------- | ---------- | ---------- | ---------- | --------------- | --------------- | --------------- | --------------- | --------------- | ------------------ | ------------------ | ------------------ | ------------------ | ------------------ | ----------- | ----------- | ----------- | ----------- | ----------- | ------ | ------ | ------ | ------ | ---------- | ----------- |
| dic. 2021-2022  | Ipswich Town    | FL1             | 23         | 11         | 8          | 4          | FACup+CdL       | -               | -               | -               | -               | -                  | -                  | -                  | -                  | -                  | FLT         | -           | -           | -           | -           | 23     | 11     | 8      | 4      | 47,83      | Sub., 11º   |
| 2022-2023       | Ipswich Town    | FL1             | 46         | 28         | 14         | 4          | FACup+CdL       | 5+5             | 3+2             | 1+0             | 1+3             | -                  | -                  | -                  | -                  | -                  | FLT         | 4           | 2           | 0           | 2           | 60     | 35     | 15     | 10     | 58,33      | 2º (prom.)  |
| 2023-2024       | Ipswich Town    | FLC             | 46         | 28         | 12         | 6          | FACup+CdL       | 2+4             | 1+2             | 0+1             | 1+1             | -                  | -                  | -                  | -                  | -                  | -           | -           | -           | -           | -           | 52     | 31     | 13     | 8      | 59,62      | 2º (prom.)  |
| 2024-2025       | Ipswich Town    | PL              | 38         | 4          | 10         | 24         | FACup+CdL       | 3+1             | 2+0             | 1+1             | 0+0             | -                  | -                  | -                  | -                  | -                  | -           | -           | -           | -           | -           | 42     | 6      | 12     | 24     | 14,29      | 19º (retr.) |
| Totale carriera | Totale carriera | Totale carriera | 153        | 71         | 44         | 38         |                 | 20              | 10              | 4               | 6               |                    | -                  | -                  | -                  | -                  |             | 4           | 2           | 0           | 2           | 177    | 83     | 48     | 46     | 46,89      |             |